# Hansa-Brandenburg W.29
Die Hansa-Brandenburg W.29 war ein Jagdflugzeug der Kaiserlichen Marine im Ersten Weltkrieg.

## Geschichte
Gemeinsam mit Hanns Klemm entwickelte Ernst Heinkel die Hansa-Brandenburg W.29 als Nachfolger der W.12. Ausgehend von dem Doppeldecker, dessen Geschwindigkeit sich nicht mehr entscheidend steigern ließ, war das neue Wasserflugzeug als Tiefdecker ausgelegt. Daraus ergab sich ebenfalls eine Sichtverbesserung nach oben und nach vorn.

## Konstruktion

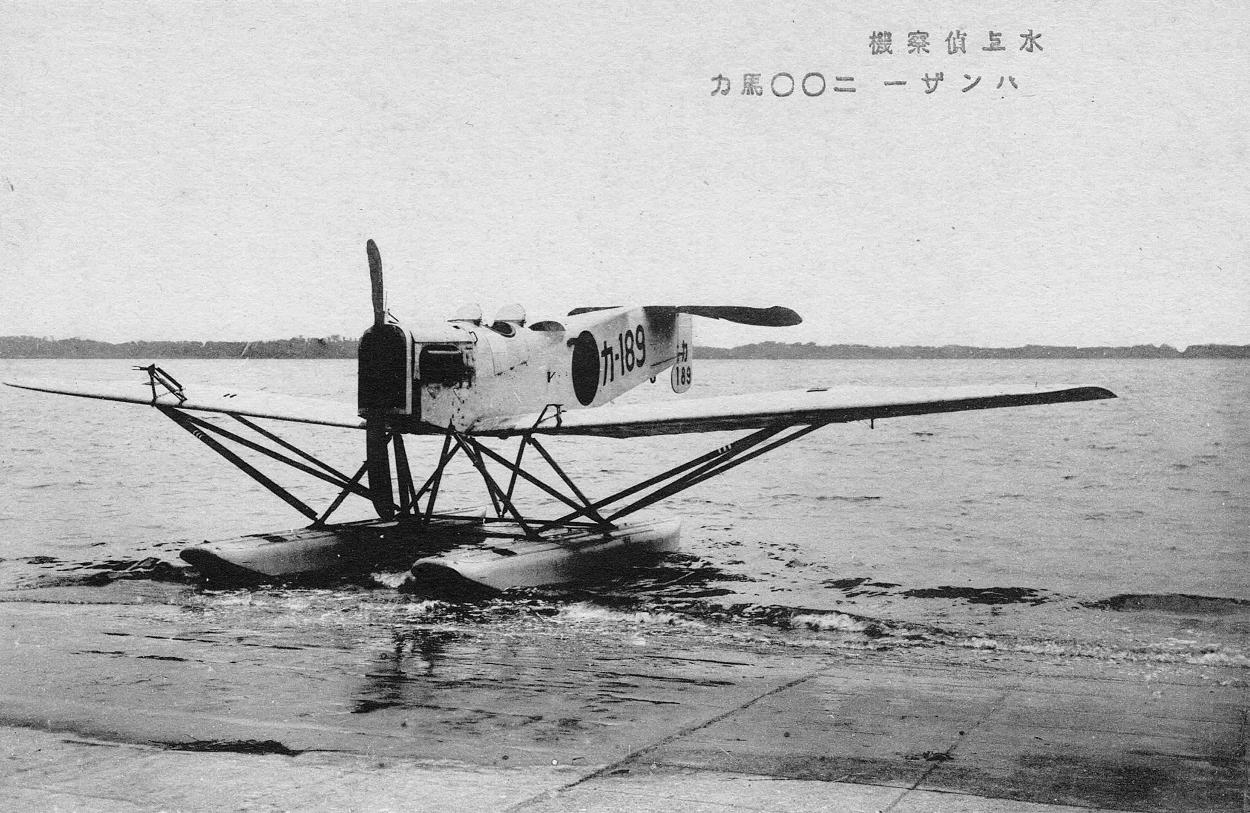
Der japanische und dänische Lizenzbau HM-1 war der W.29 sehr ähnlich

Der Rumpf hatte flache Boden- und Seitenteile und einen gewölbten Rumpfrücken. Die Spanten und die Beplankung bestanden aus Sperrholz. Die Sitze waren hintereinander angeordnet, wobei der Pilot vorne saß.
Der zweiteilige Trapezflügel war am Rumpfuntergurt angeschlossen und wurde von den äußeren Schwimmerstreben unterstützt. Die Hinterkante der Flügelwurzel hatte einen runden Ausschnitt. Die Rippen bestanden aus Sperrholz. Die Nasen- und Endleiste waren aus Holz gefertigt. Die Tragfläche war mit Stoff bespannt.
Die Seitenflosse bestand aus einem Stahlrohrgerüst, das mit Stoff bespannt war. Die freitragende Höhenflosse war eine mit Stoff bespannte Holzkonstruktion. Das Höhenruder war geteilt und besaß außen überstehende Ausgleichsflächen.
Das Flugzeug besaß zwei einstufige Schwimmer, die aus Holz gefertigt waren. Sie waren mit Streben aus Rundstahlrohr mit Sperrholzverkleidung befestigt.

## Technische Daten

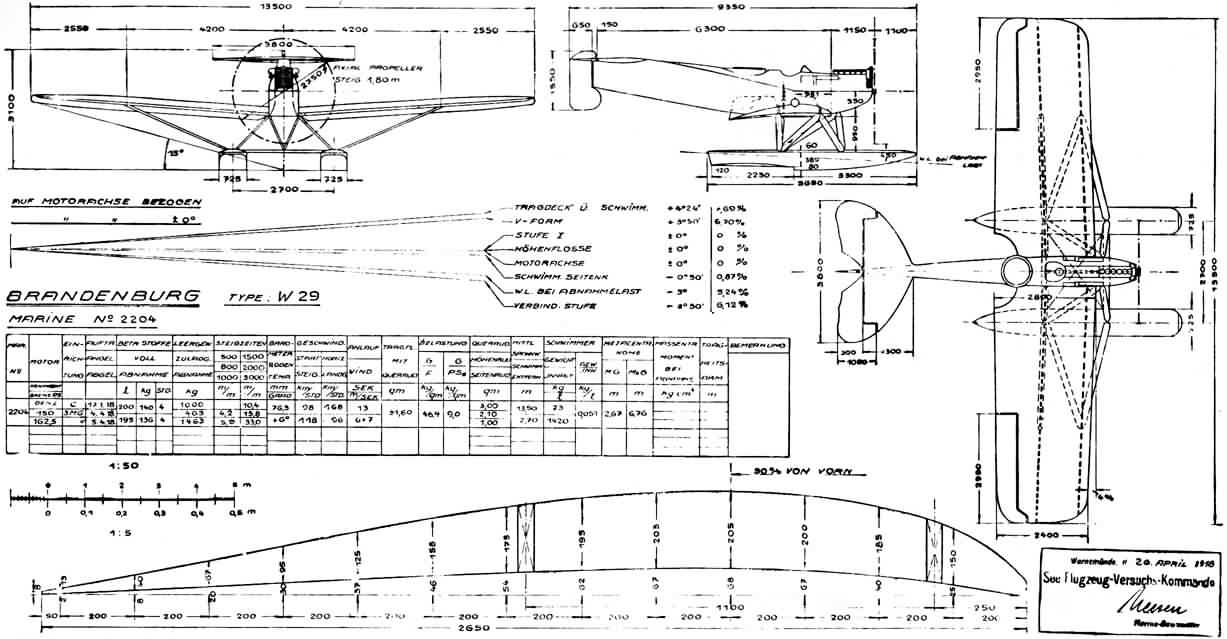
Dreiseitenriss der W.29 von 1918

| Kenngröße             | Daten                                                                                              |
| --------------------- | -------------------------------------------------------------------------------------------------- |
| Besatzung             | 2                                                                                                  |
| Länge                 | 9,36 m                                                                                             |
| Spannweite            | 13,50 m                                                                                            |
| Höhe                  | 3,00 m                                                                                             |
| Flügelfläche          | 32,20 m²                                                                                           |
| Flügelstreckung       | 5,7                                                                                                |
| Leermasse             | 1000 kg                                                                                            |
| Startmasse            | 1495 kg                                                                                            |
| Höchstgeschwindigkeit | 175 km/h                                                                                           |
| Steigzeit auf 3000 m  | 23 min                                                                                             |
| praktische Gipfelhöhe | 5000 m                                                                                             |
| Flugdauer             | 4 h                                                                                                |
| Triebwerk             | ein 6-Zylinder-Reihenmotor Benz Bz III, 150 PS (110 kW)                                            |
| Bewaffnung            | ein oder zwei starre, vorwärtsfeuernde MG 08/15 7,92 mm und ein schwenkbares MG Parabellum 7,92 mm |